# Kanton Aumale
Kanton Aumale (fr. Canton d'Aumale) je francouzský kanton v departementu Seine-Maritime v regionu Horní Normandie. Skládá se z 15 obcí.

## Obce kantonu
- Aubéguimont
- Aumale
- Le Caule-Sainte-Beuve
- Conteville
- Criquiers
- Ellecourt
- Haudricourt
- Illois
- Landes-Vieilles-et-Neuves
- Marques
- Morienne
- Nullemont
- Richemont
- Ronchois
- Vieux-Rouen-sur-Bresle